# Українці Сибіру
Українці Сибі́ру — етнічна група українців, що проживає на Сибіру, національна меншина у межах населення Сибіру та на Далекому Сході Росії, яка становить більшість в деяких містах. Сибірські українці є одним з найбільших і історично важливих складових частин української діаспори, і, як відомо, є одною з перших груп української діаспори.

## Історія
Два мільйони українських селян оселилися на Сибіру між 1600 і 1917 роками.

### Російська імперія
У 19 столітті, уряд Росії закликав селян переселитися від західних частин імперії до Сибіру. Українські селяни, необмежені традиційною російською комунальною системою сільського господарства, як російські селяни, були ідеальними кандидатами для переселення, готові йти в обмін на обіцянку виділити більше землі.Скасування кріпацтва в Російській імперії в 1861 році і постале з тим малоземелля та безземелля селян спричинило значне збільшення еміграції за Урал, насамперед на південні землі Сибіру, які надавалися для хліборобства; вона стала масовою з кінця 19 століття після будови сибірської залізниці (1891—1905), а з 1907 через нездійснені надії селян на селянську реформу Столипіна. Еміґрація до Сибіру охопила спершу головне центрально-чорноземні області, згодом також Білорусь, з 1890 й Україну. Кількість всіх поселенців у Сибіру дослідники припускають у 1861 р. — 91 на 0,5 млн (17 000 на рік) і на близько 4,5 млн у 1892—1914 рр. (200 000 на рік), у тому числі близько 0,6 мільйонів українців. Додамо, що у 19 сторіччі на Сибіру заслано близько 1 мільйон осіб, головне селян; на початку 20 століття кількість засланих нараховувано до 287 000 (без каторжан; у той час заслання вже були обмежені).
Разом з зростанням еміграції зростала і кількість населення Сибіру (у тисячах):
|                       | 1867  | 1897  | 1911  |
| --------------------- | ----- | ----- | ----- |
| Західний Сибір        | 1 891 | 3 381 | 6 160 |
| Східний Сибір         | 1 380 | 2 198 | 2 836 |
| Весь Сибір            | 3 271 | 5 579 | 8 996 |
| у тому числі у містах | 244   | 394   | 836   |

Густіше була заселена лише південна вузька смуга Сибіру від Тюмені на заході через Іркутськ до Чити на сході, яка охоплювала південні окрайки тайґи, Лісостеп і північні окрайки степу. Тут жило 4 — 20 осіб на 1 км², далі на північ менше ніж 1, а на 3/4 Сибір був майже безлюдний. За винятком Тобольську (1911 рік 21 000 мешканців), більші міста Сибіру розташовані в південній смузі Сибіру: Омськ 128, Іркутськ 127, Томськ 111, Красноярськ 73, Барнаул 52, Тюмень 28. Відсоток міської людности піднісся з 7,1 % у 1897 до 8,4 % у 1911.
У зв'язку з напливом колоністів з європейської частини імперії зменшувався відсоток корінного населення Сибіру (їх називали інородцями), хоч їхнє абсолютне число зростало:
|                             | 1897 у тис. | %    | 1911 у тис. | %    |
| --------------------------- | ----------- | ---- | ----------- | ---- |
| Корінна людність            | 816         | 15,2 | 927         | 10,6 |
| Росіяни, українці, білоруси | 4416        | 81,9 | 7503        | 86,7 |
| Інші                        | 156         | 2,9  | 221         | 2,6  |

Корінне населення Сибіру, зокрема малочисельні народи, зазнавало впродовж століть примусової християнізації і часткової русифікації, натомість зберігали свій стан численніші народи (1911 у тисяч): буряти (разом з монголами) 332, якути 246, татари 243.
Серед зайшлого населення вирізнялися дві групи: старожили або сибіряки, предки яких здавна оселилися в Сибіру, і новооселені, які прийшли на Сибір у другій половині 19 сторіччі (переважно за останні 20 років перед 1914). Сибіряки являли собою окрему групу росіян. Воїни зжилися з Сибіром, у якому селилися вже коло 400 років; їхній побут, частково мова й антропологічні прикмети зазнали впливів корінного населення, з яким від сотень літ вони схрещувалися (багато з них брало жінок з тубільного населення), і чимало їх асимілювалося. Сибіряки асимілювали також інших поселенців з Європи, серед інших й українців. Чисто російський тип залишився лише на Забайкаллі і на півдні Алтайського краю. Сибіряки жили звичайно окремими масивами (новим поселенцям виділено осібні ділянки), їхні зв'язки з новоприбулими були обмежені. Серед старожилів замкнену групу становили старовіри (понад 300 000) і козаки (1910—172 000), землі яких являли собою довгу, але вузьку смугу на пограниччі Сибіру й Степового краю (Сибірське козацьке військо) і на Забайкаллі (Забайкальське козацьке військо); менші частини: красноярські й іркутські козаки, об'єднані 1917 в Єнісейське козацьке військо та Якутський козозацький полк. Їхні прикмети ті самі, що й козацькі війська на Зеленому Клині.
Відомості про українців до кін. 19 ст., коли почалася масова сел. колонізація, досить спорадичні й недокладні. Немає сумніву, що їх участь в колонізації, госп. розбудові й культ. розвитку С. була значна. Серед рос. промисловців і «служилих людей», які у 17-18 в. освоювали С. і Далекий Схід, а згодом Камчатку й Аляску, були й українці. Але ще більше було засланих на С. моск. урядам українців з різних верств людности. 1642 на р. Лену були заслані «черкеси» (так називали в Московщині українців у 17 ст.) з Слобожанщини з родинами, разом 188 осіб, які дісталися на Лену щойно 1646-47. Ці заслання тривали й далі (1646, 1649). Ще більше засланих українців у С. бачимо у другій пол. 17 ст. Це були лерев. укр. держ.-політ. діячі, противники моск. політики в Україні, або ті, кото моск. уряд підозрівав у «шатості» і «зраді». У кін. 1650-их pp. на С. було заслано родичів і прихильників гетьмана І. Виговського; у 1660-их: pp. — противників моск. ставленика гетьмана І. Брюховецького; у 1670-их pp. був засланий гетьман Д. Многогрішний з усіма своїми родичами та їх родинами; у 1680-их pp. гетьман І. Самойлович з сином Яковом і небожем Михайлом. 
Після Полтавської битви (1709) у С. опинилося чимало «мазепинців» (див. стор. 2596), зокрема ген. суддя В. Чуйкевич, компанійський полк. Г. Новицький, уся родина Мировичів та ін. 1723 був засланий до Якутську небіж Мазепи — А. Войнаровський. По знищенні Січі (1775) на Сибір заслано частину запор. старшини, а трохи раніше засуджено на каторгу в С. учасників Коліївщини (на чолі з М. Залізняком). У 19 ст. на С. засилали за присудом суддів або адміністративним порядком, укр. рев. діячів (декабристи — чл. Півн. і Півд. Товариства З'єднаних Слов'ян; у другій пол. 19 ст. — революційні народники, зокрема А. Красовський, С. Богомолець, Сергій Ковалик, Є. Ковальський, Я. Стефанович укр. соціал-демократи, згодом більшовики Г. Петровський, М. Скрипник та ін.; письм. П. Грабовський), учасників сел. заворушень і повстань (серед ін. У. Кармелюк), які були заслані або на каторгу, або на т. зв. вільне поселення, декого з укр. гром. і культ. діячів, яких за «сепаратизм», з наказу рос. влади, примусово переведено на службу до С. До коз. війська в С. було включено чимало українців.
Українці відіграли поважну роль в екон., адміністративному й культ. житті С. Знаходимо українців навіть у вищій адміністрації С. [ген. М. Сулима, ген.-губернатор Сх. (1833—1834) і Зах. (1834—1836) С.; ген. П. Капцевич тобольський і томський ген.-губернатор (1822—1826); кілька губернаторів сибірських губерній були укр. роду], в управлінні скарбовими фабриками і заводами тощо.
Особливе визначне місце українці посідали у церк. житті С. 18 ст. Митр. тобольськими і сибірськими були: Філофей Лещинський (1702—1721, з перервами), Іоан Максимович (1711 — 1715), Антоній Стаховський (1721 — 1740), Арсеній Мацієвич (1741—1742), Павло Конюскевич (1758—1768); єп. іркутськими були: Інокентій Кульчицький (1727 — 1731), Інокентій Нерунович (1732—1747), Софроній Кристальський (1753 — 1771). Вони здебільша оточували себе духовенством укр. походження, яке великою мірою спричинилося до культ. розвитку С. у 18 ст. Чимало українців — духовних і світських (наприклад, Григорій Новицький), досліджували С. і Далекий Сх. Так було і в 19 ст.
Масовий виїзд укр. селян почався з кінця 80 pp. 19 століття. У 1885—1914 еміґрувало з 9 укр. губ. за Урал 1 742 000 осіб, а з усіх укр. земель понад 2 млн — майже самих українців. З цього частина близько 35 % припадало на Сибір. За переписом 1897 в Сибіру жило 142 000 українців (у дійсності більше), у тому числі в Захдному Сибіру 120 000; найбільші відсотки вони становили в півд.-зах. частині Томської й Тобольської губернії. Ч. українців в С. у 1914 було небагато менше, як за переписом 1926 (за воєнні і перші повоєнні роки іміґрація з України була незначна) — бл. 1 млн, тобто бл. 12 % всього населення.

### Радянський Союз

#### 1917—1920

##### Сірий Клин
Під час операції Барбаросса евакуацію російських, білоруських і українських цивільних осіб від Європи до Уральських гір розпочалося. Було евакуйовано кваліфікованих українських та єврейських робітників і фахівців, а також національно свідомих членів українського духовенства та інтелігенції. Радянська влада боялася, що нацисти б експлуатували етнічний націоналізм, і багато з них були позбавлені можливості повернення в Україну після війни
Березнева революція в Росії викликала жвавий політичний рух поміж всього населення Сибіру. Відкрилися також значні можливості для українських поселенців в Сибіру та багатьох українських вояків, що там перебували в процесі мобілізації та формування. Незабаром постали укр. організації в Омську (Укр. Вільна Громада), Томську (Окружна Рада), Славгороді, Кургані, Бійську, Каїнську (Алтайська Губ. Рада) та ін. В Омську діяли філії допомогових установ, що постали в Києві з метою опіки над українцями з Галичини й Буковини, вивезеними рос. владою до Росії та українцями-вояками австр.-угор. армії, що опинилися в рос. полоні (див. Комітет допомоги населенню Півдня Росії… та Гал.-Бук. Комітет); вони мали відділи в низці міст С. Частина українських полонених (вояків австро-угор. армії) включилася в українського життя в Сибіру. Почали виходити українські газети: «Укр. Голос» в Омську та «Укр. Слово» в Томську. Одночасно постали військові організації та в кінці 1917 велися формування окремих українських військових частин, що з них найуспішніший був курінь ім. гетьмана П. Сагайдачного в Омську і батальйони в Іркутську й інших містах. Врешті, в Омську відбувся на початку серпня 1917 Перший Український З'їзд Сибіру, який заснував Гол. Укр. Раду С. (гол. Г. Концевич, заступник М. Новосельський) та вислав делеґата до Української Центральної Ради в Києві.
Ще до жовтневої революції й перемоги більшовиків у першій половині жовтня відбувся 1917 з'їзд дем. партій Сибіру (серед них перевагу мали сибірські обласники й есери), який проголосив автономію Сибіру і скликав Надзвичайний З'їзд Сибіру, що відбувся у Томську 6 — 15. 12. 1917 і створив орган тимчасової влади Сибіру — Сибірську Тимчасову Обл. Думу (до складу її мали входити 5 укр. представників) та відповідальну перед нею Обл. Раду («Совєт») — уряд С., до складу якого вводив українець Сулима. Надзвичайний з'їзд С. вислав привітання до Укр. Центр. Ради у Києві з нагоди проголошення Третього Універсалу, а Обл. Рада 7. 1. 1918 повідомила больш. владу в Петрограді, що вона її не визнає. В кін. січня, 1918 Томський совєт робітників і солдатів розігнав Сибірську Обл. Раду, але з її доручення далі діяв Тимчасовий Автономний Уряд С., і т. ч. в С. утворилося двовладдя. Позиція Сибірської Обл. Ради і Тимчасового Автономного Уряду С. зміцнилася, коли проти більшовиків виступив в кін. травня 1918 Чехо-слов. корпус, а у квітні 1918 висадився япон. і англ. десант у Владивостоці, а у серпні — амер. корпус ген. Ґревса.
У житті українців С. важливою подією був Другий Сибірський Всеукр. з'їзд в Омську (11 — 13. 8. 1918), який вимагав від Сибірської Обл. Думи проголошення самостійности С. та здійснення принципу самоврядування для окремих національностей, зокрема для українців, і створення Сибірської армії для охорони країни. Однак, у громадянській війні перемогли сили білих росіян, і дем. Тимчасовий Автономний Уряд С. у листопаді 1918 передав владу центр. Тимчасовому Всерос. Урядові, який незабаром очолив адмірал А. Колчак, і разом з тим укр. рух у С. був загальмований. Укр. курінь ім. гетьмана П. Сагайдачного, після великих втрат на уральському фронті проти більшовиків, перестав існувати в кін. 1919. У дальшій війні військо Колчака дійшло майже до Волги (березень 1919), але згодом зазнало поразки, а в січні 1920 його армія була розбита і С. здобули більшовики. Далекий Схід вони остаточно опанували у листопаді 1920 (див. Далекосхідна республіка).

##### Зелений Клин
На початку 1917 на Далекому Сході масово відкривалися гуртки «Громади». Найпотужнішим український рух був у Владивостоці. Тут до місцевої «Громади» записалося понад 1,5 тис. українців; серед них багато вояків. Виникли організації українських політичних партій — есерів та соціал-демократів. З 30 квітня 1917 р. виходить перша на Далекому Сході українська газета «Українець»; редактором її був Дмитро Боровик.
Організація українських громадських центрів у різних місцях Далекого Сходу, особливо на Зеленому Клині та в Маньчжурії, дала можливість скликати 13-14 червня в Микольськ-Уссурійському І Загальний всеукраїнський з'їзд діячів і громадянства Далекого Сходу. Ініціатором скликання його стала Далекосхідна вчительська спілка, головою якої був О. Ступак.
З цього першого з'їзду й бере початок активна планова українська робота на Зеленому Клині. У з'їзді брали участь 53 представники понад 20 громадських і військових організацій (громад, кооперативів, військових і вчительських спілок тощо). Брали участь в окремих комісіях і близько ста українців з правом дорадчого голосу.
Після відкриття з'їзду та привітань було обрано президію на чолі з А. Романюком та заступником О. Ступаком, а потім і комісії: національну, шкільну, фондову й організаційну.
Лідери українського руху в Зеленому Клині у своїй боротьбі робили ставку на допомогу Великій Україні. Вважалося, що якщо Україна стане незалежною державою, то і Зелений Клин автоматично відокремиться від Москви. Це знайшло відбиток і в рішеннях Другого Всеукраїнського з'їзду Далекого Сходу, який відбувся в Хабаровську в січні 1918 р. На ньому було прийнято звернення до уряду Української Народної Республіки, аби він у своїй політиці вимагав від російської влади визнання Зеленого Клину частиною Української держави, оскільки тут українці становлять національну більшість. Серед населення Зеленого Клину навіть було кинуто клич «Усі на захист України».
На третьому з'їзді, який відбувся в квітні 1918 р., було прийнято рішення — боротися за створення незалежної Української держави на Тихому океані та формування Української армії Зеленого Клину. Керівництво було передане Крайовому секретаріату (уряду) на чолі з Юрієм Глушко-Мовою.
Третя сесія Крайової ради відбулася в листопаді 1920 р. у Владивостоці. На ній обговорювалося питання про участь у виборах до Установчих Зборів Далекого Сходу. Сесія запропонувала вибори по національних куріях. Ця пропозиція не відповідала московським інтересам, тому була знехтувана в Читі, і Секретаріат відмовився від виборів. На цій самій сесії був обраний новий Секретаріат, який провадив українські справи до його арешту в листопаді 1922 р. більшовиками. До Секретаріату входили Юрій Мова, Дмитро Кисильов, Віталій Жук, Степан Прант, Андрій Криштофович та Г. Могилецький. Цей Секретаріат провадив підготовку до скликання V Українського далекосхідного з'їзду.
Відбутися йому не судилося.

#### 1920
Населення С. не понесло великих втрат під час війни, революції й голоду 1921-22; разом з тим майже зовсім припинився приплив іммігрантів з європейської частини СРСР (він у незначних розмірах відновився з 1924). На поч. 1915 населення Сибіру нараховувало бл. 10 млн, у кінці 1926 — близько 11 млн (разом з Ішимською і Курганською округами, які офіційно входили до складу Уральського краю). Перепис 1926 вперше подає докладніші дані про національний склад населення Сибіру (також за поодинокими районами):
| Національність | Західний Сибір, тис. ос. | %     | Східний Сибір, тис. ос. | %     | Увесь Сибір, тис. ос. | %     |
| -------------- | ------------------------ | ----- | ----------------------- | ----- | --------------------- | ----- |
| українці       | 738                      | 9,8   | 115                     | 3,4   | 853                   | 7,8   |
| росіяни        | 5 938                    | 79,2  | 2 366                   | 69,5  | 8 304                 | 76,2  |
| білоруси       | 170                      | 2,3   | 153                     | 4,5   | 323                   | 3,0   |
| буряти         | 238                      | 7,0   | 238                     | 2,2   |                       |       |
| якути          | 236                      | 7,0   | 238                     | 2,2   |                       |       |
| мордва         | 100                      | 1,3   | 20                      | 0,6   | 120                   | 1,0   |
| татари         | 68                       | 0,9   | 36                      | 1,1   | 104                   | 0,9   |
| німці          | 77                       | 1,0   | 4                       | 0,1   | 81                    | 0,7   |
| казахи         | 50                       | 0,7   | 50                      | 0,5   |                       |       |
| поляки         | 28                       | 0,4   | 21                      | 0,6   | 49                    | 0,5   |
| інші           | 336                      | 4,4   | 213                     | 6,2   | 549                   | 5,0   |
| разом          | 7 505                    | 100,0 | 3 402                   | 100,0 | 10 907                | 100,0 |

Порівняно з 1911 відсоток росіян, українців і білорусів, разом взятих, залишився майже без змін (86,7 і 86,9), корінного населення зменшився з 10,6 до 7,5 (у тому числі найчисленніших національностей: бурятів з 3,9 до 2,2 і якутів з 2,9 до 2,2), інших збільшився з 2,6 до 5,6.
Українці С. жили переважно у суцільних масивах в півд.-зах. С., що має сприятливі умови для хліборобства — у лісостепу і степу з чорноземними ґрунтами. Ці українські поселенчі землі становили частину т. зв. Середньо-Азійського Степового краю, в частині якого (саме Сер.-Азійського Степ. краю) українці являли собою більшість всього населення. Сибірська частина цього саме Сер.-Азійського Степ. краю (вона охоплювала майже всю Славгородську і частини Омської і Каменської округ) займала площу 55 000 км² з 580 000 меш., у тому ч. 310 000 (53 4 % усіх) українців, бл. 200 000 (34 %) росіян і 25 000 (4,3 %) корінного населення. На 17 районів, положених у сибірській частині саме Сер.-Азійського Степ. краю, українці становили більшість у 12 районах. Бл. 400 000 українців жило у тій частині Зах. С., у якій більшість являли собою росіяни (переважно давно тут оселені старожили); українці у тих районах. становили 10-40 % всього населення і звич. жили в окремих селах. Докладніше див. Сер. Азійський Степ. край і карту.
На 115 000 українців у Сх. С. більшість жила на островах з добрими чорноземними, ґрунтами (наприклад, на сх. від Красноярську).
За переписом 1926 лише 3,4 % українців жили у містах (вони становили в них 2,8 % всього населення; у селах — 8,8 %). Найбільші міські скупчення українців (у тис.): в Омську (9,7), Славгороді (4,1), Красноярську (1,6), Іркутську (1,3), Томську (1,2) та ін.
Фактично чисельність українців в С. було більше (мабуть, 1,2 млн), про що свідчить високий відсоток серед меш. С. осіб, народжених в УРСР; в усьому С. українці мали становити 10 %, але у ньому жило аж 19 % осіб, народжених в УРСР; числа для округ, у яких українці становили великий відсоток: у Славгородській — 47 % і 56 %, Омській — 19 % і 27 % і т. д.
Разом з тим зросло населення С. з 10,9 млн у 1926 до 14,1 млн у 1939 (або на 29 %; у тому ч. З'ах. С. на 19 %, Сх. С. на 52 %), у тому ч. міськ. з 1,0 на 4,4 млн або з 9,2 % иа 31,3 % всього населення (сіль. людність зменшилася на 200 000). Цей високий приріст населення був можливий завдяки значній іміґрації з евр. частини СРСР. Серед прибулих було чимало засланих з України куркулів (гол. у 1929-32), а також українців, які рятувалися перед голодом і репресіями виїздом в індустріальні райони С. (зокрема до Кузнецького басейну). Тоді ж постав у С. ряд концентраційних таборів.

#### 1940—1945 ГУЛАГ
За часів Сталіна, і особливо після другої світової війни багато українців були відправлені в ГУЛАГ ; деякі з них були колишніми учасниками Української повстанської армії . Українські в'язні сприяли повстанню в Норильську (там, де вони, як і раніше, складають близько 80 % населення) та в іншим постанням в ГУЛАГу в 1953 р. Більшість (але не всі) українців, що проживають в Сибіру, є нащадками цих ув'язнених.
У 1940 — 1945 С. зазнав значних змін. Вже 1939 — 40 на С. було заслано чимало українців з Зах. України. Під час другої світової війни господарство С. було спрямоване на воєнні потреби: на С. евакуйовано (гол. з України) бл. 1 млн осіб і сотні зав. та збудовано нові. Розбудовано кам'яновугільну (в Кузнецькому басейні; Кузнецьке і Карагандинське вугілля мало замінити донецьке), важку та хім. промисловість; виникли нова пром. центри. Валовий обсяг промисловості за 1940 — 45 збільшився майже удвічі.
Національний склад населення Сибіру, зокрема укр. стан посідання зазнав за останні 40 pp. значних змін. З кін. 1920-их pp. на С. постійно припливає укр. людність: заслані і ув'язнені (на території С. є численні концентраційні табори, у яких українці становили більшість), поселенці у 1950 pp. на цілинних землях, оселені в процесі організованого набору на працю або ті, що добровільно переселилися, завдяки кращим умовам життя — високий зарплатні, меншому тискові режиму. У 1940-их pp. на С. переселено 300—400 000 німців (гол. з Надволжя і України). Дані сов. переписів з 1959 і 1970 не подають докладної ста- тистики нац. відносин (так само, як і в Сер.-Азійському Степ. краю), бо вони дають дані лише для цілих обл. і зменшують кількість українців й ін. нерос. національностей евр. походження. Національний склад населення Сибіру за переписом 1970 такий:
| Національність | Західний Сибір, тис. ос. | %     | Східний Сибір, тис. ос. | %     | Увесь Сибір, тис. ос. | %     |
| -------------- | ------------------------ | ----- | ----------------------- | ----- | --------------------- | ----- |
| українці       | 359                      | 2,7   | 219                     | 2,7   | 578                   | 2,7   |
| росіяни        | 11517                    | 87,5  | 6604                    | 81,5  | 18121                 | 85,1  |
| німці          | 402                      | 3,0   | 66                      | 0,7   | 468                   | 2,2   |
| татари         | 292                      | 2,2   | 121                     | 1,5   | 413                   | 1,9   |
| буряти         | —                        | —     | 312                     | 3,8   | 312                   | 1,5   |
| якути          | —                        | —     | 295                     | 3,6   | 295                   | 1,4   |
| казахи         | 108                      | 0,8   | 3                       |       | 111                   | 0,5   |
| білоруси       | 76                       | 0,6   | 65                      | 0,8   | 141                   | 0,6   |
| чуваші         | 70                       | 0,5   | 32                      | 0,4   | 102                   | 0,5   |
| мордва         | 50                       | 0,4   | 33                      | 0,4   | 83                    | 0,4   |
| інші           | 300                      | 2,3   | 377                     | 4,6   | 677                   | 3,2   |
| разом          | 13174                    | 100,0 | 8 127                   | 100,0 | 21 301                | 100,0 |

Порівняно з 1926 і 1959 мали б відбутися в нац. складі населення всього С. такі зміни:
| Національності   | 1926 у 1 000 | у %   | 1959 у 1000 | у %   | 1970 у 1000 | у %   |
| ---------------- | ------------ | ----- | ----------- | ----- | ----------- | ----- |
| українська :     | 853          | 7,8   | 692         | 3,6   | 578         | 2,7   |
| російська        | 8304         | 76,2  | 16075       | 83,6  | 18121       | 35,1  |
| білоруська       | 323          | 3,0   | 139         | 0,7   | 141         | 0,6   |
| корінна людність | 841          | 7,7   | 1062        | 5,6   | 1455.       | 6,8   |
| інші             | 586          | 5,3   | 1244        | 6,5   | 1027        | 4,8   |
| Разом            | 10 907       | 100,0 | 19 212      | 100,0 | 21322       | 100,0 |

Порівняння нац. складу людности 1926 і 1959 виявляє зменшення укр. (як в абсолютних числах, так ще більше у відсотках) та корінного населення (лише у %) і одночасне зростання росіян, а також групи «інші» (завдяки припливові німців). У 1960-их pp. кількість українців й ін. нерос. евр. народів далі зменшується, натомість збільшується ч. і відсоток корінного населення (серед ін. за 1959-70; в тис.): татар з 246 до 413, бурятів з 252 до 312, якутів з 238 до 295) гол. завдяки їхньому високому природному приростові.
В розміщенні українців в С. мали відбутися — у світлі переписів — значні пересунення. Катастрофічно мав би зменшитися укр. стан посідання в Зах. С.: з 738000 (9,8 % всього населення) у 1926 до 463 000 (3,8 %) у 1959 і 359 000 (2,7 %) у 1970. Натомість зросла кількість українців у Сх. С. — з 115000 (3,4 %) у 1926 до 229 000 (3,3 %) у 1959 (у 1970 вона зменшилася до 219 000, або 2,7 %). Т. ч. стан посідання українців зменшується гол. в півд.-зах. С., у якому вони у 1920-их pp. становили бл. 1/5 всього населення, а то й більшість (у тій частині, яка входила до складу Сер.-Азійського Степ. краю), натомість збільшується у Сх. С., зокрема у його субполярній смузі (наприклад, в Якутській АССР з 100 у 1926 до 1 200 у 1959 і 20300 або 3,1 % всього населення у 1970). Найбільший відсоток українці становлять в Омській обл. (5,8; 1959 — 7,8), в Іркутській (3,7) і Якутській АССР (3,1), у всіх ін. обл. від 1,3 до 2,4 (див. також карту розміщення українців в СРСР у гаслі Союз Сов. Соц. Республік).
Чимраз більше українців живе у містах Сибіру: 1926 ледве 3,4 % всіх, 1959 — 45 %, 1970 — 66 % (в УРСР — 46 %), серед міськ. людности вони становлять 2,9 % (1926-2,8 %); серед сіль. 2,8 %. (8,8 %). Мабуть, найбільші скупчення українців є у великих м. Кузнецького басейну, в Новосибірську, Омську, Іркутську і Красноярську.
Поділ людности за мовою не збігається з поділом за національністю, бо частина неросіян, зайшлих з евр. частини СРСР, вживає рос. мови. За переписом з 1959 лише 54 % українців за національністю подало українську мову як рідну, 46 % рос. За переписом 1970 мовна русифікація українців С. мала б бути така:
|                                        | у тис. | %   |
| -------------------------------------- | ------ | --- |
| за національністю                      | 578    | 100 |
| за мовою                               | 252    | 44  |
| тих, що знали українську мову як другу | 83     | 14  |
| тих, що не знали української мови      | 243    | 42  |
| тих, що подали рос. мову як рідну      | 326    | 56  |
| тих, що знають рос. мову як другу      | 225    | 39  |
| тих, що не знають рос. мови            | 27     | 5   |

Мовна русифікація українців більше посунена в тих обл., у яких українці оселювалися з кінця 19 ст., менше — у Сх. С.
До сов. нац. і мовної статистики можна ставитися з застереженням і можна припускати, що в С., до якого постійно припливали українці, живе понад 2 млн осіб укр. походження. Однак, не можна заперечувати далекосяжну русифікацію укр. людности в С., як і всіх українців, що живуть за межами УРСР (див. Русифікація). Її полегшує значно посилена урбанізація українців у С., змішування різних національностей в радгоспах, а також факт, що великий відсоток, а то й більшість українців творить мішані подружжя; все це — при одночасній відсутності укр. шкіл (вони існували в Зах. С. недовгий час, на початку 1930-х pp.), преси, видань. Такої самої русифікації зазнають й ін. нерос. народи євр. походження, за винятком німців; натомість русифікація не посувається серед більших корінних національностей (всі вони мають свої автономні ССР або автономні обл.).

### 21 століття

#### РФ
Після розпаду Радянського Союзу багато українців воліли залишитися на Сибіру, на відміну від багатьох інших національностей. Це в поєднанні з природним зростанням викликало зростання населення. Однак загальна чисельність популяції знизилася через асиміляції

#### Вільна земля в Сибіру
У 2017 році вступить в силу новий закон, що дозволить іноземцям претендувати на вакантні землі на Далекому Сході. Програма спрямована в першу чергу на громадян України, і спочатку з'явився як можливий шлях переселення біженців-громадян України, як очікується, прийде в Сибір більше, ніж будь-який інший національності. Вони більш схильні прийняти пропозицію вільної землі і громадянства серйозно.
На думку деяких спостерігачів, українців і білорусів прийде в Сибір більше, ніж самих росіян.

## Відомі сибірські українці
- Черненко Костянтин Устинович
- Євтушенко Євген Олександрович

## Українська культура у Сибіру
Видаються кілька газет українською мовою в Сибіру, а також кілька українськомовних шкіл. Українська католицька церква має філії в багатьох сибірських містах і селах, які служать іммігрантам із західної України.
До 28 серпня 2020 р. діяла ГО «Сибірський центр української культури «Сірий клин»